# 甘露 (中国演员)
甘露（1988年9月16日—）是一位中國女演員。

## 生平
毕业于中央戏剧学院导演系本科，2008年参演电影《烟雨浮生》中七姨太一角出道，之後多擔任客串和小配角。接拍午馬生前遺作《别和我谈高富帅》擔任女主角，獲得機會2013年演出《特种兵之火凤凰》而走紅，她演繹了各種不同類型的角色，尤其體現在電影《蘋果》（2007）裡的裸露戲裡，2014在网络剧《暗黑者》擔任女主角。

## 影视作品

### 电视剧
- 《社区故事》
- 《大学生村官》
- 2008年《烟雨浮生》
- 2012年《摩登女婿》
- 2010年《梦想光荣1942》
- 2011年《圣天门口》
- 2012年《最后征战》
- 2013年《龙门镖局》
- 2013年《特种兵之火凤凰》
- 2014年《暗黑者》（網絡劇）
- 2014年《与狼共舞2》
- 2014年《约会专家》
- 2015年《猎刃》
- 2015年《暗黑者第二季》（網絡劇）
- 2015年《四手妙弹》（2011年拍攝）
- 2017年《我的老爸是奇葩》（舊名「虎父犬子」）饰 宋露西
- 2017年《国士无双黄飞鸿》饰 小富贵
- 2018年《特种兵之深入敌后》饰 胡蕊蕊
- 2019年《罪夜無間》（網絡劇）饰 姚菲
- 2019年《邊境線之冷焰》（網絡劇）饰 兰琳琳
- 2020年《民国奇探》（網絡劇）饰 孟小云
- 2022年《法医秦明之读心者》（網絡劇）饰 羅琦(客串)
- 2022年《信仰》饰 石佩英
- 2022年《勇敢的翅膀》饰 王曉琳
- 2023年《欢迎来到麦乐村》饰 徐潇
- 2024年《墨雨云间》（網絡劇）饰 寧遠侯夫人
- 2025年《燃罪》（網絡劇）饰 胡榭
- 待播《白日梦告白书》（網絡劇）
- 待播《大唐迷雾》（網絡劇）

### 微电影
- 2001年《别和我谈高富帅》

### 电影
- 2019年《老公去哪了》
- 2021年《幽灵毒枭》(網絡電影)
- 2021年《跨越时空去爱你》(網絡電影)
- 2022年《大话西游：至尊宝》(網絡電影)
- 2023年《我的青春不再见》

## 注解
1. ↑  火鳳凰聚焦唐笑笑 的存檔，存档日期2014-08-19.